# Романьоли, Люка
Люка Романьоли (итал. Luca Romagnoli; 12 сентября 1961, Рим) — итальянский крайне правый политик. В 2002—2013 — лидер партии Fiamma Tricolore. Сторонник, затем оппонент Пино Раути. Проводил курс своеобразной «либерализации неофашизма». Основатель Движения «Социальные правые». Депутат Европейского парламента в 2004—2009. Известный географ, доктор философии по географии.

## Пуь к партийному лидерству

### Учёный-географ
Окончил факультет философии Римского университета Ла Сапиенца, по специальности географ. Принимал участие в географических исследованиях в Ирландии, Мозамбике, Тунисе. Имеет учёную степень доктора философии по географии.

### Сторонник и противник Раути
Придерживался неофашистских взглядов, состоял в молодёжной организации Итальянского социального движения. В 1995, не соглашаясь с курсом Джанфранко Фини на преобразование неофашистской партии в консервативную, Романьоли вступил в созданную Пино Раути партию Fiamma Tricolore. На съезде Fiamma Tricolore в феврале 2002 избран национальным секретарём.
Романьоли возглавил течение, резко оппонировавшее Раути. Он выступал против жёсткого идеологического догматизма, фактически выступая за трансформацию в духе Фини (хотя с несколько большим учётом традиционной фразеологии итальянского фашизма). Идеология и эстетика Пино Раути отражала совсем иные этапы политического развития, связанные с жёстким силовым противостоянием и радикализмом фашистского режима и Свинцовых семидесятых. Романьоли же олицетворял тенденцию «либерализации неофашизма».

## Партийный лидер и евродепутат

### Приход к руководству Fiamma Tricolore
К осени 2003 конфликт вошёл в жёсткую фазу. Партии приходилось делать выбор между Раути и Романьоли. Разрешить конфликт методами внутрипартийного соглашения не удавалось — оба лидера объявили о взаимном исключении. Вопрос о легитимности партийного руководства был передан в суд. Вердикт был признан в пользу Романьоли и его сторонников. В феврале 2004 Раути был исключён из Fiamma Tricolore. Партийное лидерство сосредоточилось в руках Романьоли.

### Депутат Европарламента
На выборах в Европарламент 2004 Fiamma Tricolore получила 0,7 % голосов. Однако лично Романьоли удалось избраться. Некоторое время он состоял во фракции ультраправых националистов Идентичность, традиция, суверенитет, но большую часть легислатуры являлся независимым депутатом. Состоял в комитетах по транспорту и туризму, по занятости и социальным вопросам, по рыболовству, во временном комитете по изменению климата. Участвовал в расследовании скандала вокруг «тайных тюрем ЦРУ» в Европе. Входил в делегацию по связям Евросоюза с МЕРКОСУР.
В бытность депутатом Европарламента Романьоли оказался в центре политического скандала: он выразил сомнение в существовании газовых камер в нацистских концлагерях. Это высказывание было воспринято как отрицание Холокоста, несовместимое со статусом европарламентария.

Романьоли оскорбил память жертв нацистских этнических чисток, их родных, оставшихся в живых свидетелей. Жестокость и преступления против народов и меньшинств не могут ставиться под сомнение.

Жозеп Боррель, председатель Европейского парламента в 2004—2007

Романьоли, со своей стороны, утверждал, будто был «неправильно понят».

### В ультраправых коалициях
К региональным выборам 2005 Романьоли установил контакт с ультраправой коалицией Социальная альтернатива (AS) Алессандры Муссолини. Fiamma Tricolore блокировалась с AS и на парламентских выборах 2006. Сотрудничество, однако не получило развития, поскольку партия Романьоли, сообразно своей идеологии, добивалась включения в программу радикальных неофашистских установок. Это являлось неприемлемым для прагматичной Муссолини, ориентированной на союз с Сильвио Берлускони
На парламентских выборах 2008 Fiamma Tricolore блокировалась с партией «Новая сила» (FN) Роберто Фиоре. Сотрудничество с консервативно-традиционалистской FN продлилось несколько лет, несмотря на большие различия в доктринальных установках и политическом стиле Романьоли и Фиоре.

## Исключение из партии, новый политический проект
Парламентские выборы 2013 принесли Fiamma Tricolore серьёзное поражение. Романьоли начал поиск нового политического формата. 8 ноября 2013 он подписал соглашение о сотрудничестве с партиями La Destra, «Будущее и свобода для Италии» и ещё несколькими крайне правыми организациями. Было запланировано создание Movimento per Alleanza Nazionale — «Движения за Национальный альянс» — с расчётом на повторение успешного опыта Национальго альянса Фини, созданного в 1995.
Этот курс Романьоли не встретил поддержки большинства членов руководства Fiamma Tricolore, которые усмотрели в проекте отход от идеологических основ ради карьерных интересов национального секретаря. 8 декабря 2013 подпись Романьоли была отозвана, а сам он исключён из партии.

Бывший национальный секретарь Fiamma Tricolore Люка Романьоли говорил: «Иногда бывает, что…»

Да, иногда бывает, что пеоны бунтуют, совершают революцию, изгоняют тирана и берут в свои руки собственную судьбу. Это и случилось в нашей организации Fiamma Tricolore — малой по численности, но большой по мужеству. Вместе мы подтвердили глубину наших корней и видение наших целей. Против логики меркантилизма «первого лица партии».

8 декабря в Милане Центральный комитет принял решения, разгромные для меньшинства, извращавшего политику нашего движения под руководством Люки Романьоли. К новому съезду партию поведёт адвокат Аттилио Карелли. Обратившийся к тем, кто отождествляет себя с традицией MSI и возвращается под знамя Fiamma.

Заявление пресс-службы Fiamma Tricolore, 12 декабря 2013

Интересно, что Люка Романьоли повторил партийную судьбу Пино Раути: был отстранён с поста в результате такого же «бунта соратников», какой сам организовал против предшественника. Причём произошло это практически ровно через 10 лет.
После исключения Люка Романьоли приступил к формированию новой политической организации Destra Sociale — «Социальные правые». Романьоли предполагает развивать движение без жёсткой организационной структуры.

Больше улыбки, меньше мрачной мистики, больше широты, меньше сектантства, больше общительности, меньше претензий на исключительность.

Люка Романьоли